# Phorbia hypandrium
Phorbia hypandrium este o specie de muște din genul Phorbia, familia Anthomyiidae, descrisă de Li și Deng în anul 1981. Conform Catalogue of Life specia Phorbia hypandrium nu are subspecii cunoscute.